# Instituto de Paleociências Birbal Sahni
O Instituto de Paleociências Birbal Sahni (BSIP) (anteriormente chamado de Instituto de Palebotânica Birbal Sahni) é um instituto autônomo sob a administração do Departamento de Ciência e Tecnologia, do governo da Índia. Localizado em Lucknow,, no estado de Uttar Pradesh, é um dos maiores locais para ensino e pesquisa de fitofósseis.

## História

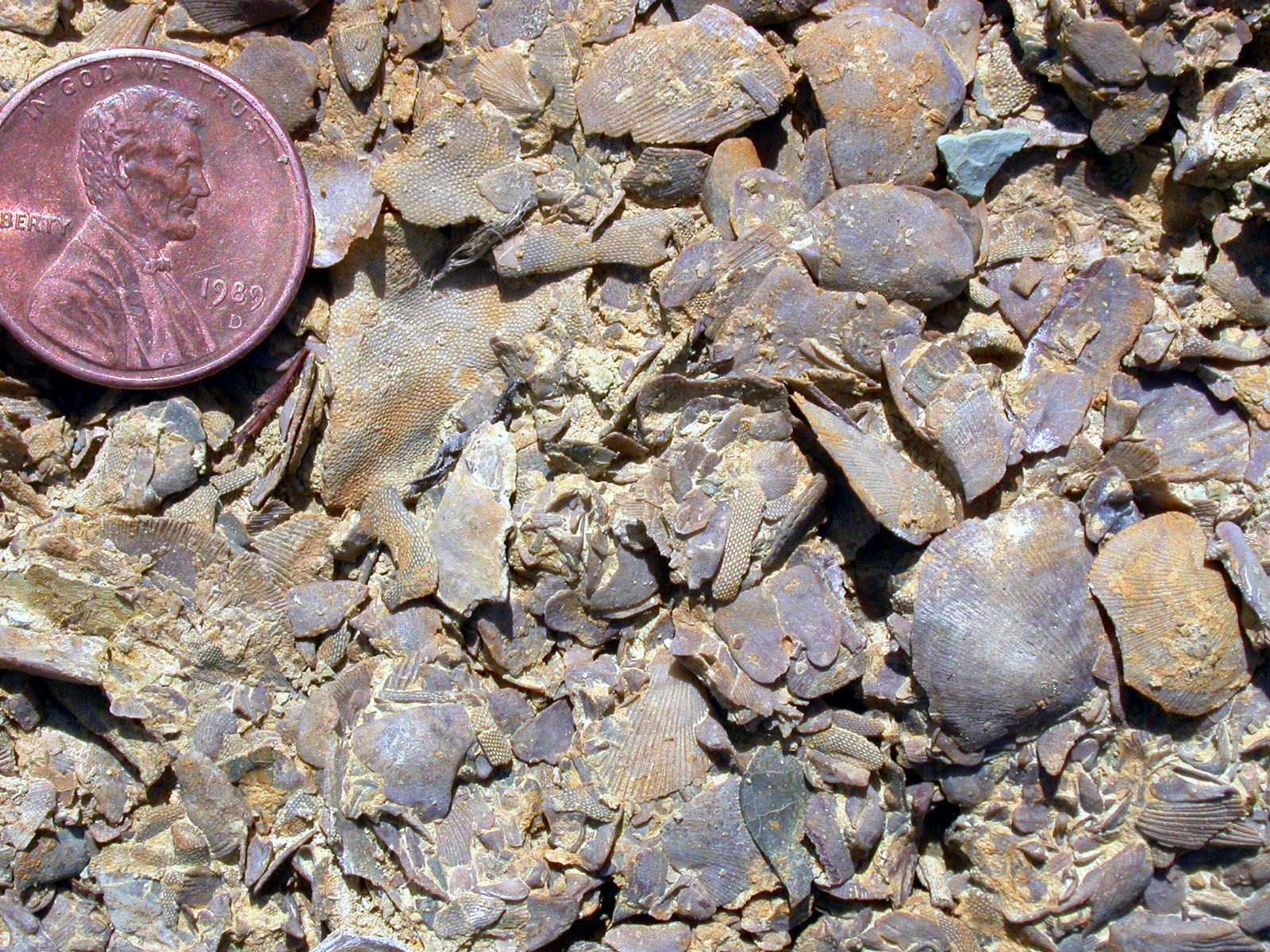
Braquiópodes e briozoários do Ordoviciano - Minnesota

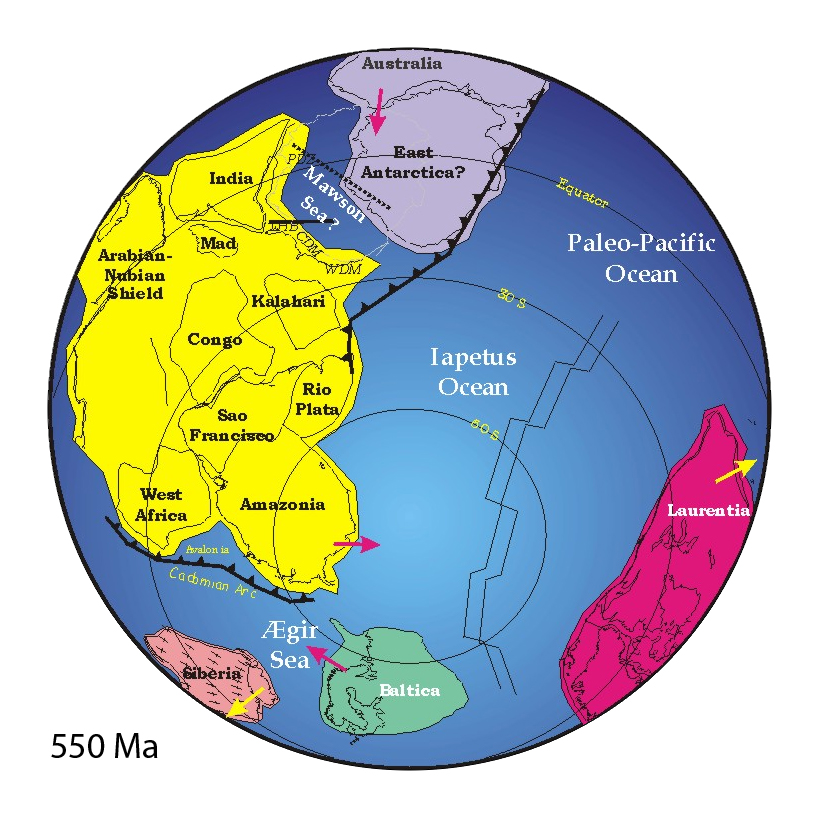
Reconstrução mostrando os estágios iniciais do supercontinente Gondwana, 550 milhões de anos

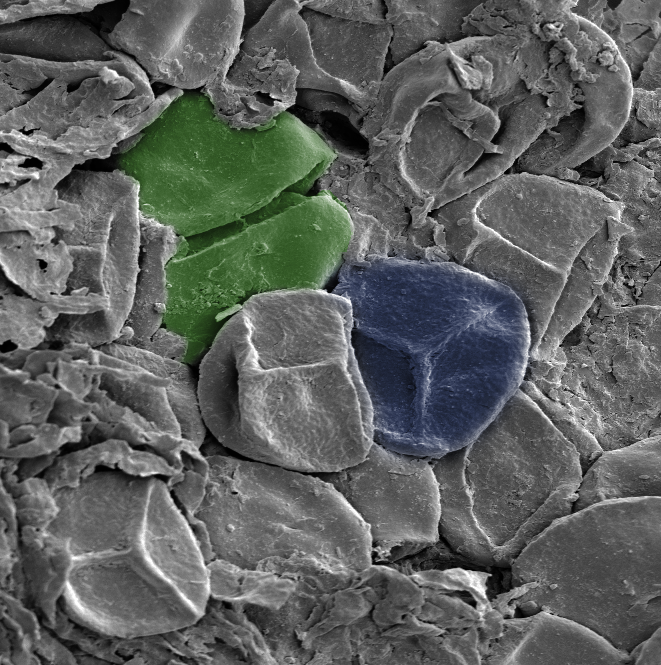
Esporângio do Siluriano, as primeiras evidências de vida sobre a superfície terrestre.

O instituto foi estabelecido em 1946 sob o nome de Instituto de Paleobotânica, uma progressão da Sociedade de Paleobotânica formada por um grupo de botânicos indianos e liderada pelo renomado professor e paleobotânico Birbal Sahni, conhecido na Índia como o pai da dendrologia e primeiro diretor do instituto.
Inicialmente, ele ficava dentro do Departamento de Botânica da Universidade de Lucknow. O governo da província, então, doou um terreno com 142 hectares para a construção do instituto em 1948, onde está a sede atual.
Savitri Sahni assumiu a direção do instituto com o falecimento de seu marido, Birbal, em 1949, mas a mudança para as novas instalações aconteceu apenas em 1953. Na época, ele já era uma instituição de renome reconhecida pela UNESCO. Em 1969, o programa de pesquisa se iniciou e o instituto foi nomeado em homenagem ao professor Birbal Sahni. É hoje um instituto autônomo com pesquisas financiadas pelo Governo da Índia.
O instituto trabalha em parceria com diversas organizações governamentais e privadas, tanto na Índia como ao redor do mundo. No Brasil, trabalhou com pesquisadores da Universidade de São Paulo, da Universidade Guarulhos e da Universidade Federal do Rio de Janeiro.

## Objetivos

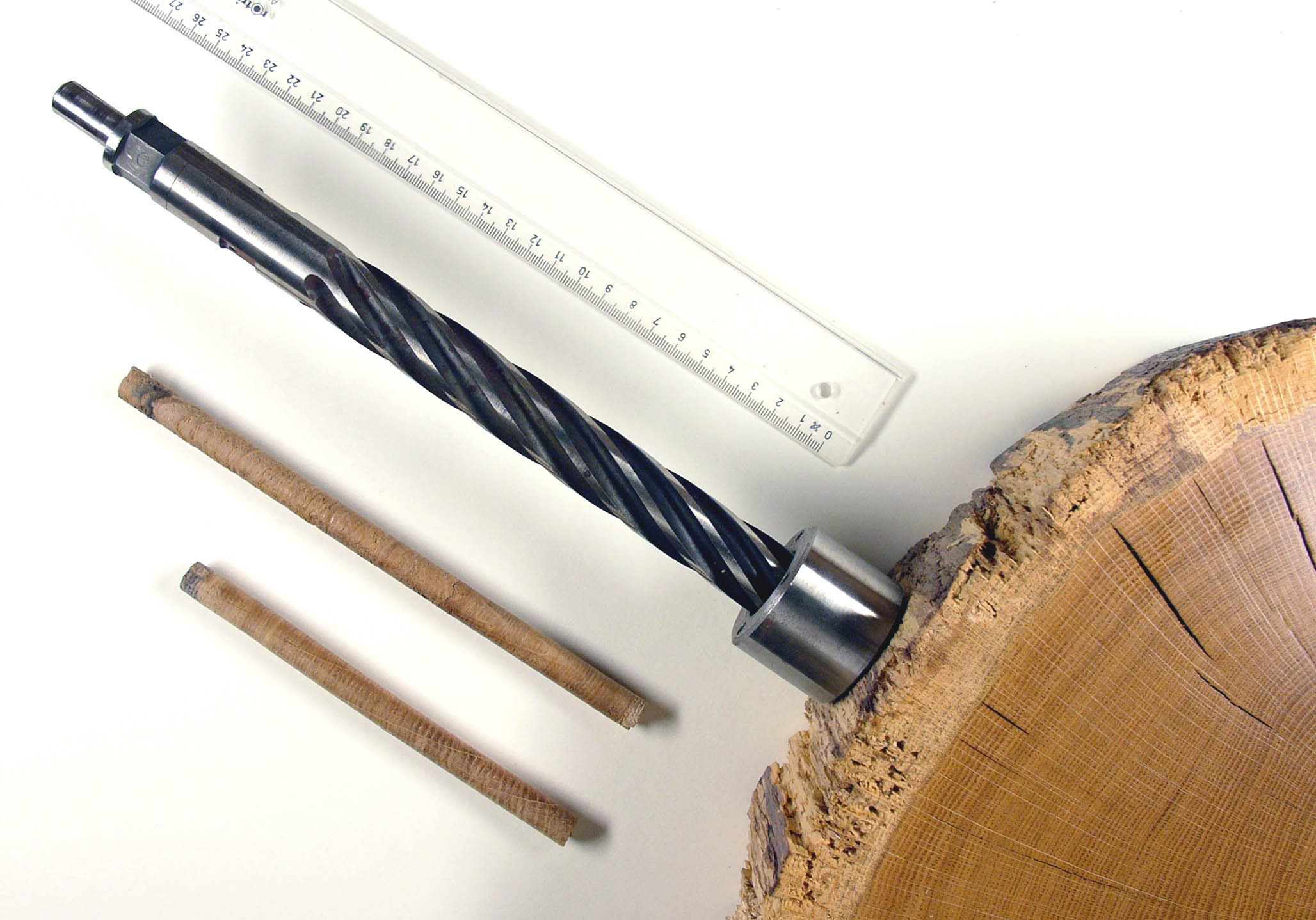
Furadeira para coleta de amostras dendrocronológicas.

Os principais objetivos do instituto são:
- Desenvolver a paleobotânica em todos os seus aspectos geológicos e botânicos.
- Atualizar dados constantemente para interação com disciplinas correlatas.
- Coordenar áreas de mútuo interesse com outros centros de pesquisa geológica e paleobotânica, como diversidade da vida, exploração de combustíveis fósseis, dinâmicas de vegetação, modelagem de clima e conservação de florestas.
- Disseminar o conhecimento paleobotânico nas universidades, institutos, centros de pesquisa e organizações.

## Áreas de interesse
Suas atividades estão focalizadas nas seguintes áreas:
- Paleobiologia do Pré-Cambriano.
- Paleoflorística mesozoica do Gondwana.[11]
- Palinologia do Gondwana.
- Paleoflorística cenozoica.
- Palinologia mesozoica-cenozoica.
- Micropaleontologia marinha.
- Petrologia orgânica.
- Paleoclima do Quaternário.
- Geoquímica e isotopia.
- Dendrocronologia
- Paleoetnobotânica
- Pesquisa no Ártico e na Antártica

## Departmentos

### Museu
O instituto mantém um museu que, originalmente, mantinha a coleção de fósseis do professor Birbal e hoje contém coleções feitas por cientistas ao longo das décadas, que incluem holótipos, lâminas e reconstruções. Com sua pedra fundamental posta por Birbal Sahni, o museu contém fósseis de várias eras geológicas embutido em um bloco de mármore, exibindo os espécimes com base em sua relevância geológica e geral. O museu também mantém um "Relógio do Tempo Geológico".

### Centro de Recursos
Sua biblioteca automatizada contém um banco de dados conjunto com diversos portais de ciência indianos e do mundo, com periódicos, imagens, resultados de pesquisa e contatos com outras instituições.

### Herbário
Seu herbário tem quatro seções distintas:
- Coleção genérica com plantas secas.
- Coleção com lenhos diversos e secções.
- Esporoteca - coleção com pólen e esporos em slides, além de material polínico.
- Carpoteca - coleção de frutos e sementes

Os espécimens fósseis são folhas, cutículas, pólen, esporos, frutos, sementes e lenhos, em um total de 51.472 de amostras preservadas segundo suas variantes, locais, usos, distribuição e ecologia, com contribuições de diversos cientistas ao longo das décadas.

### Centro de computação
O instituto está bem equipado com uma avançada rede de computadores, conexões via rádio com diversos institutos e universidades.

## Prêmios
O instituto reconhece e premia trabalhos e cientistas merecedores na área de paleobotânica:
Professor T. M. Harris Medal: melhor publicação em paleobotânica em qualquer periódico de relevância .
Medalha Dr. P. N. Srivastava: melhor pesquisa conduzida no instituto.
Medalha Memorial Chandra Dutt Pant: melhor pesquisa de cientista em nível C.
Medalha Dr. Chunni Lal Khatiyal: melhor pesquisa de cientista em nível A.
Medalha Dr. Pratul Chandra Bhandari: melhor trabalho de pesquisa conduzido por um cientista do instituto.
Medalha Iyengar-Sahni: melhor trabalho publicado na revista The Palaeobotanist.
Medalha Memorial Dr. B. S. Venkatachala: melhor trabalho publicado em paleobotânica.
Medalha de Equipe: melhor trabalho concluído com esforço colaborativo.
Medalha Diamond Jubilee: melhor trabalho de pesquisa publicado por um cientista ou equipe.
Medalha de Produção Científica: melhor trabalho publicado por cientistas dos níveis E, F ou G.

## The Palaeobotanist
The Palaeobotanist é o periódico mundialmente conhecido em paleobotânica, publicado pelo instituto. Seu primeiro volume é de 1952, como uma publicação anual. Contudo, com o aumento das pesquisas na área, sua periodicidade também cresceu e desde 1962 vem sendo lançada três vezes ao ano.

## Links
- Referência no site do Departamento de Ciência e Tecnologia da Índia
- Notícia do Times, da Índia.
- Notificação de recrutamento
- Perfil do Birbal Sahni no site de Paleobotânica
- Lista de publicações no Research gate
- Folheto de conferência
- BSIP no Wikimapia
- Lista de publicações na Biblioteca Nacional da Austrália]]
- Referência no University Directory